# Diego Andrade
Diego Alonso Andrade Torres (6 de julio de 1992, Guadalajara, Jalisco) es un exfutbolista mexicano que jugaba en la posición de mediocampista.

## Trayectoria
Diego Andrade es un jugador surgido de las fuerzas básicas del Deportivo Toluca. 
Debutó en la Primera División de México con Querétaro F.C. el 17 de abril de 2011 en el Estadio Olímpico Universitario en la derrota por 3-0 ante los Pumas de la UNAM. 
Fue subcampeón de la Liga MX en el Torneo Clausura 2015 de la mano de Víctor Manuel Vucetich.
En el draft del Apertura 2016, se anunció que jugaría con los Cimarrones de Sonora, del Ascenso MX.

## Clubes
| Club                 | País   | Año         |
| -------------------- | ------ | ----------- |
| Querétaro F.C.       | México | 2011 - 2013 |
| Club Irapuato        | México | 2013 - 2014 |
| Querétaro F.C.       | México | 2014 - 2016 |
| Cimarrones de Sonora | México | 2016 - 2017 |
| Club Irapuato        | México | 2018        |